# 地域時系列予報
地域時系列予報（ちいきじけいれつよほう）とは、気象庁が全国142区域を対象に24時間先まで時間を追い、3時間ごとの天気予報を行うものである。
略称は時系列予報（じけいれつよほう）。

## 歴史
- 1996年3月に予報を開始。発表時刻は6時、12時、18時の3回。要素は天気と気温。予報期間は24時間先まで。
- 1999年6月より18時発表の予報において予報期間を30時間に延長し、予報の要素に風を追加した。
- 2000年には三宅島の火山活動に伴い臨時に三宅島の予報が追加された。
- 2004年12月1日午後1時発表分より、以下の変更が行われた。[1]
  - 予報の発表時刻が1時間繰り上げられ、府県天気予報と同時発表とされた。
  - 天気予報は発表区域の代表地点について発表していたが、予報対象区域内の卓越した天気の予報を発表することとされた。
  - 風の予報は発表区域の代表地点における3時間ごとの各時刻の風速風速を予報していたが、予報対象区域内を代表する3時間の最大風速と風向を発表することとされた。
- 2008年3月26日午前9時より小笠原諸島の予報が開始された。[2]
- 2020年3月18日午前11時発表分（試験配信は2020年3月4日14時30分）より、天気は「雨または雪」を含む5種類で、風は10m/s以上が3段階に細分された計6段階で、それぞれ予報されることとなった。[3][4]

## 予報の内容

### 発表時刻
- 5時、11時、17時に発表される。
- 気象状況によっては定時以外に修正発表されることがある。

### 予報区域
- 天気予報の発表区域と同じ142区域(一次細分区域)を対象に発表される。
- 2004年12月まではすべての項目が発表区域の代表地点の予報であったが、現在は気温以外の要素は区域内全体についての予報となっている。

### 予報の要素

#### 天気
- 晴れ、曇り、雨、雨または雪、雪の５つのいずれかで予報する。
- 予報対象区域内における3時間の卓越する天気（例：神奈川県東部の6時～9時の天気）を予報する。
- 5時発表は6～9時を起点に翌日3～6時まで、11時発表は12～15時を起点に翌日9～12時まで、17時発表は18～21時を起点に翌日21～24時まで3時間ごとの予報となる。

#### 気温
- 任意の時刻の気温を1℃単位で予報される。
- 気温の要素に限り、発表区域の代表地点の予報となる。
- 5時発表は6時を起点に翌日6時まで、11時発表は12時を起点に翌日12時まで、17時発表は18時を起点に翌々日0時まで3時間ごとの予報となる。

#### 風
- 風速は0～2m/s、3～5m/s、6～9m/s、10〜14m/s、15〜19m/s、20m/s以上の6つのカテゴリーで予報される。
- 風向は8方位で予報されるが、0～2m/sの場合は風向なしとなる。
- 予報対象区域内を代表する3時間の最大の風速風向（例：神奈川県東部の6時～9時の風）を予報する。
- 5時発表は6～9時を起点に翌日3～6時まで、11時発表は12～15時を起点に翌日9～12時まで、17時発表は18～21時を起点に翌日21～24時まで3時間ごとの予報となる。

## 特徴
- 文章形式、テロップ形式（お天気マーク）による予報では伝わらない天気変化を補足するために利用される。
- 気温に関しても最低気温、最高気温の予報ではわからない急激な気温の変化にも対応できる。

## 問題点
- 民間の気象事業者ではアメダスの観測地点を対象に最小で1時間単位、最長で48時間先までの予報が行われているため気象庁ホームページ以外で利用されることは少ない。
- 前述の通り区域単位の予報となるためポイント予報とは呼ばない。
- 天気分布予報同様にテレビなどのメディアで使用されることも少ない。NHKにおいても、きめ細かい天気予報への要望が高まり、民間の気象事業者の予報が使用されている地域が増えている。
- 2020年3月18日午前11時以前発表の風向風速予報は、最大のカテゴリーが発表された場合でもその下限は注意報の基準を満たさない地域がほとんどのため、防災情報としては注意報や警報、気象情報を用いる必要があった。